# Mercatorfonds
Het Mercatorfonds is een Belgische uitgeverij gespecialiseerd in kunstboeken, met hoofdzetel in Brussel.
Het Mercatorfonds werd opgericht in 1965 Maurits Naessens, de voorzitter van Paribas, het Belgisch filiaal van de Bank van Parijs en de Nederlanden. Net als Paribas had het zijn hoofdzetel in Antwerpen. De eerste directeur van het Mercatorfonds was de toen fel gecontesteerde Bert Peleman, dichter en veroordeelde collaborateur na de Tweede Wereldoorlog.
Door bankenfusies werd Dexia de hoofdaandeelhouder, maar die had geen nood aan een uitgeverij. In 2005 werkte het Mercatorfonds zich los van Dexia en verhuisde naar Brussel. Het Mercatorfonds sloot een partnerschap met Europalia, het Paleis voor Schone Kunsten en de Koninklijke Musea voor Schone Kunsten om voldoende opdrachten te hebben.
Anno 2023 is het Mercatorfonds publicatiepartner van: National Gallery (Londen), Royal Academy (Londen), Metropolitan Museum of Art (New York), het Musée Jacquemart-André (Parijs), BOZAR (Brussel) en de Koninklijke Musea voor Schone Kunsten (Brussel).
- Nationale Bibliotheek van Tsjechië: ko2002152647
- Nationale Bibliotheek van Israël: 987007261237605171
- Virtual International Authority File: 156426093